# Župnija Col
Župnija Col je rimskokatoliška teritorialna župnija dekanije Vipavska škofije Koper.
V župniji Col so postavljene Farne spominske plošče, na katerih so imena vaščanov, ki so padli na protikomunistični strani v letih 1942-1945. Skupno je na ploščah 18 imen.

## Sakralni objekti
- župnijska cerkev sv. Lenarta
- podružnična cerkev sv. Danijela